# Талмберк
Та́лмберк (чеськ. Talmberk) — село у Чехії, регіон Богемія, Середньочеський край, Кутногірський округ. Виникло як призамкове поселення Талмберкського замку, що існував у ХІІІ — XVI ст. Перша згадка в джерелах — 1297 рік. Площа — 1.35 км². Наслення — 40 осіб (2001).

## Назва
- Та́лмберк (чеськ. Talmberk) — усталена чеська назва від 1477 року.
- Та́ленберг (нім. Talenberg, «Таленська гора») — стара німецька назва від 1398 року.
- Та́лмберг (нім. Talmberg) — перша згадка у джерелах 1297 року.
- Тальнберг (нім. Talnberg) — згадка у джерелах 1312 року.

## Історія
Та́лмберкський замок був заснований наприкінці ХІІІ ст. моравським шляхтичем Грознатою з Ужиці. Під 1297 роком у джерелах вперше згадується Вільгельм з «Талмберга».
До 1390 року замок перебував у власності Таленберзького дому, допоки Гавел Медек з Вальдек і його брат Вільгельм не захопило його у Дівіша Таленберзького. Останній відновив контроль над замком в 1397 році. 1473 року Таленберзький дім остаточно позбувся замку.
1533 року Талмберський замок покинули його власники. Жителі призамкового містечка заходилися розбирати його на каміння, на побутові потреби. Ця практика інсувала до ХІХ ст. 1933 року рухнула частина замкової стіни, яка зберігалася до цього часу.
1966 року руїни Талмберкського замку охороняються як історична пам'ятка.

Герб Таленбергів
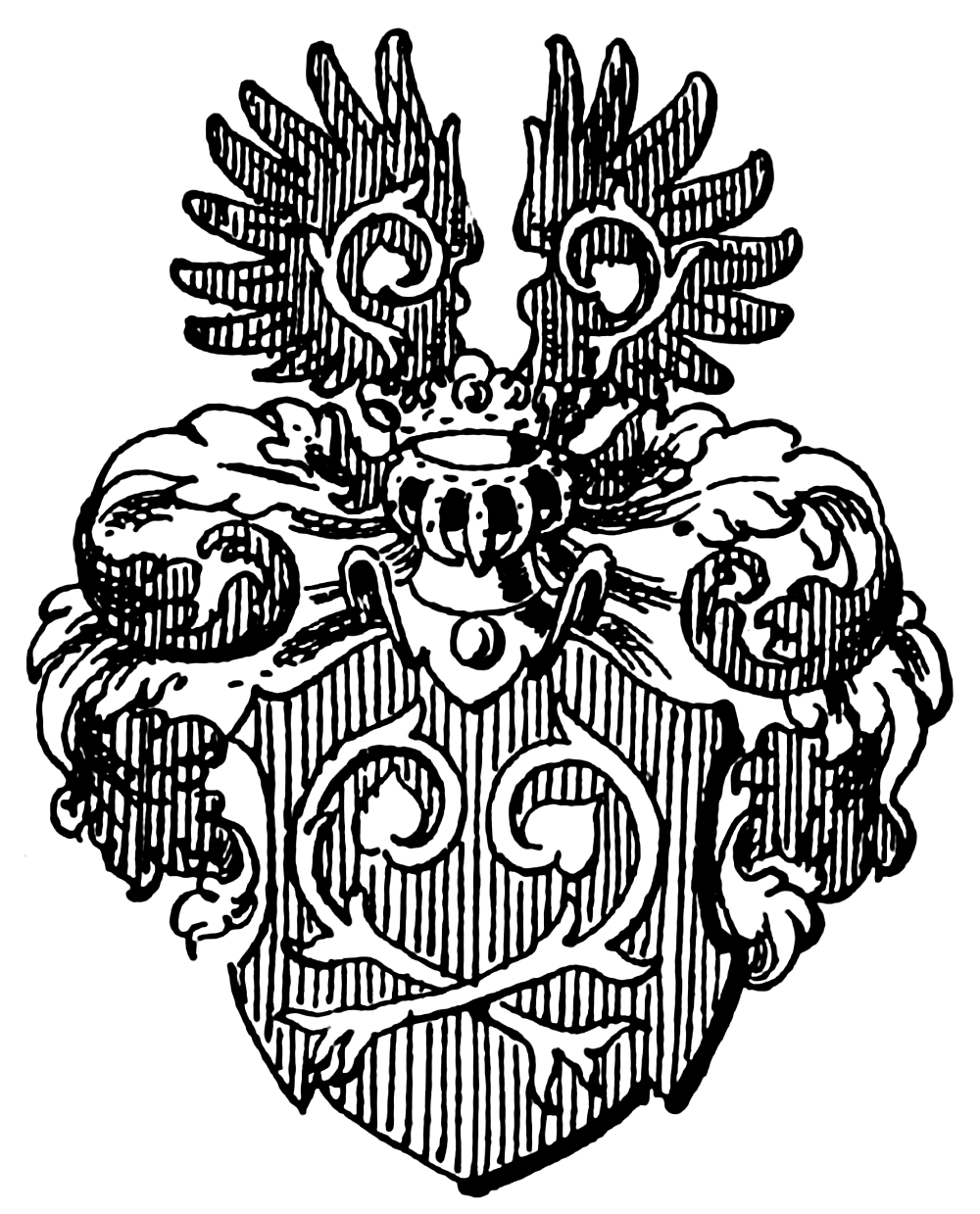
Герб Таленбергів
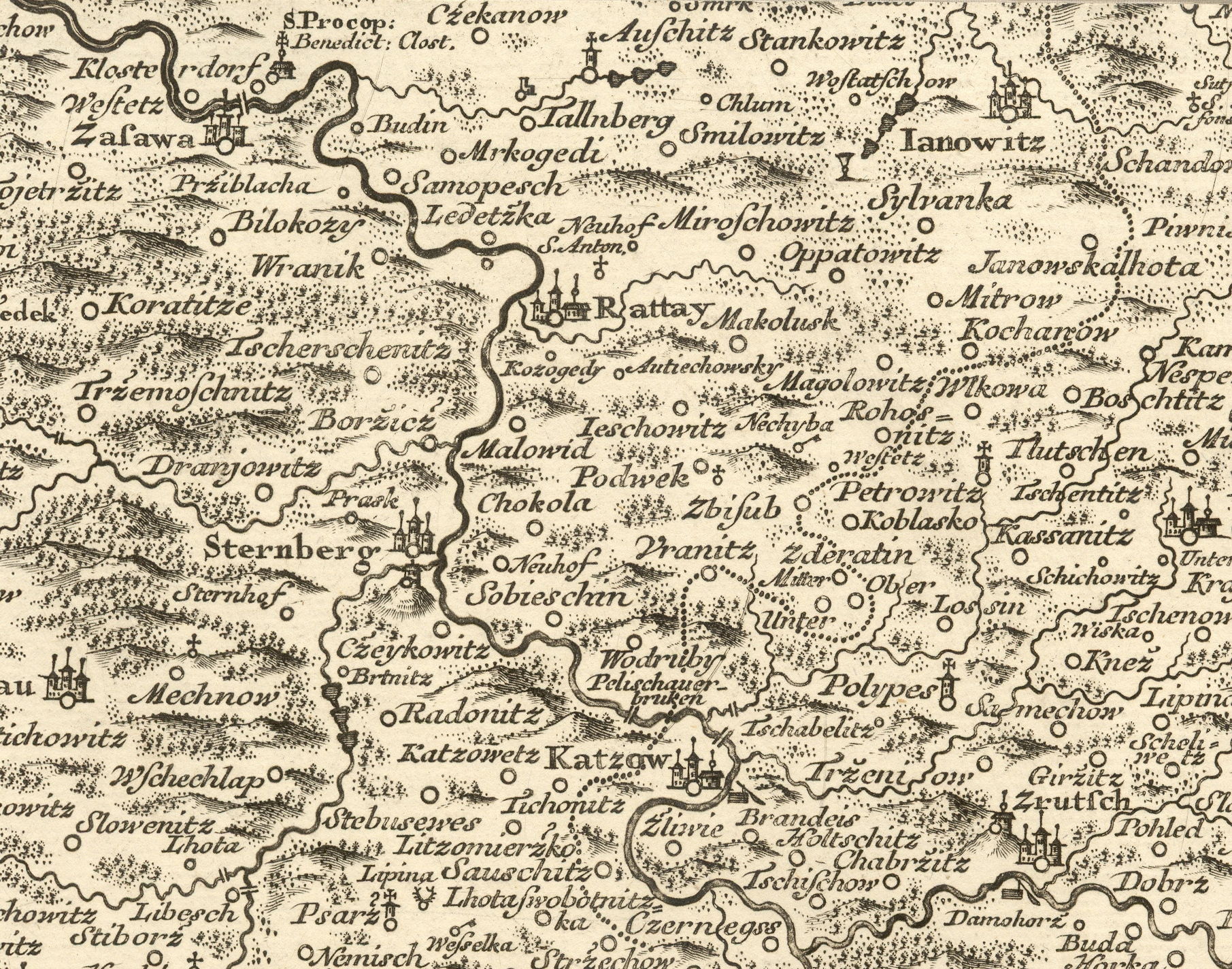
Тальнберг (Й. Мюллер, 1720)
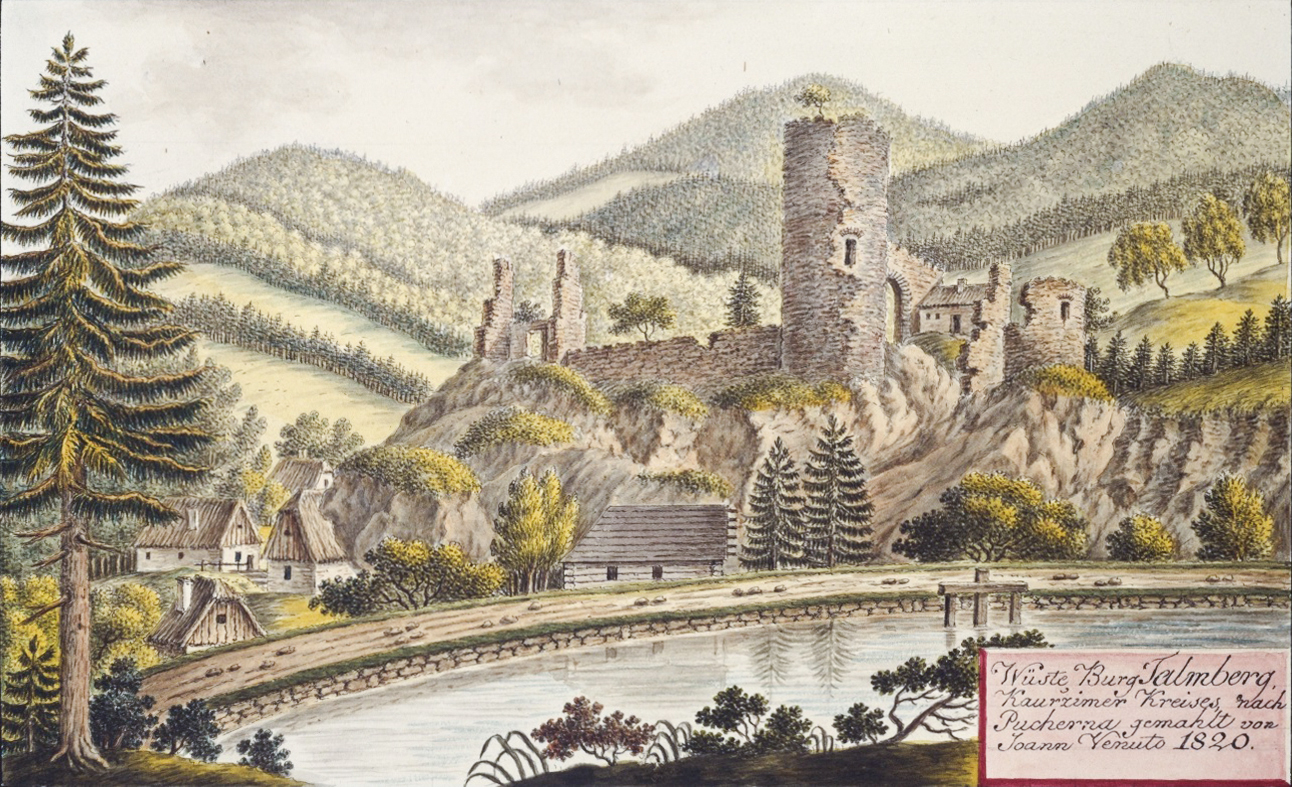
Тальнберзький замок (Й. Венуто, 1820)

## Пам'ятки
- Руїни замку XV—XVI ст.

### Галерея

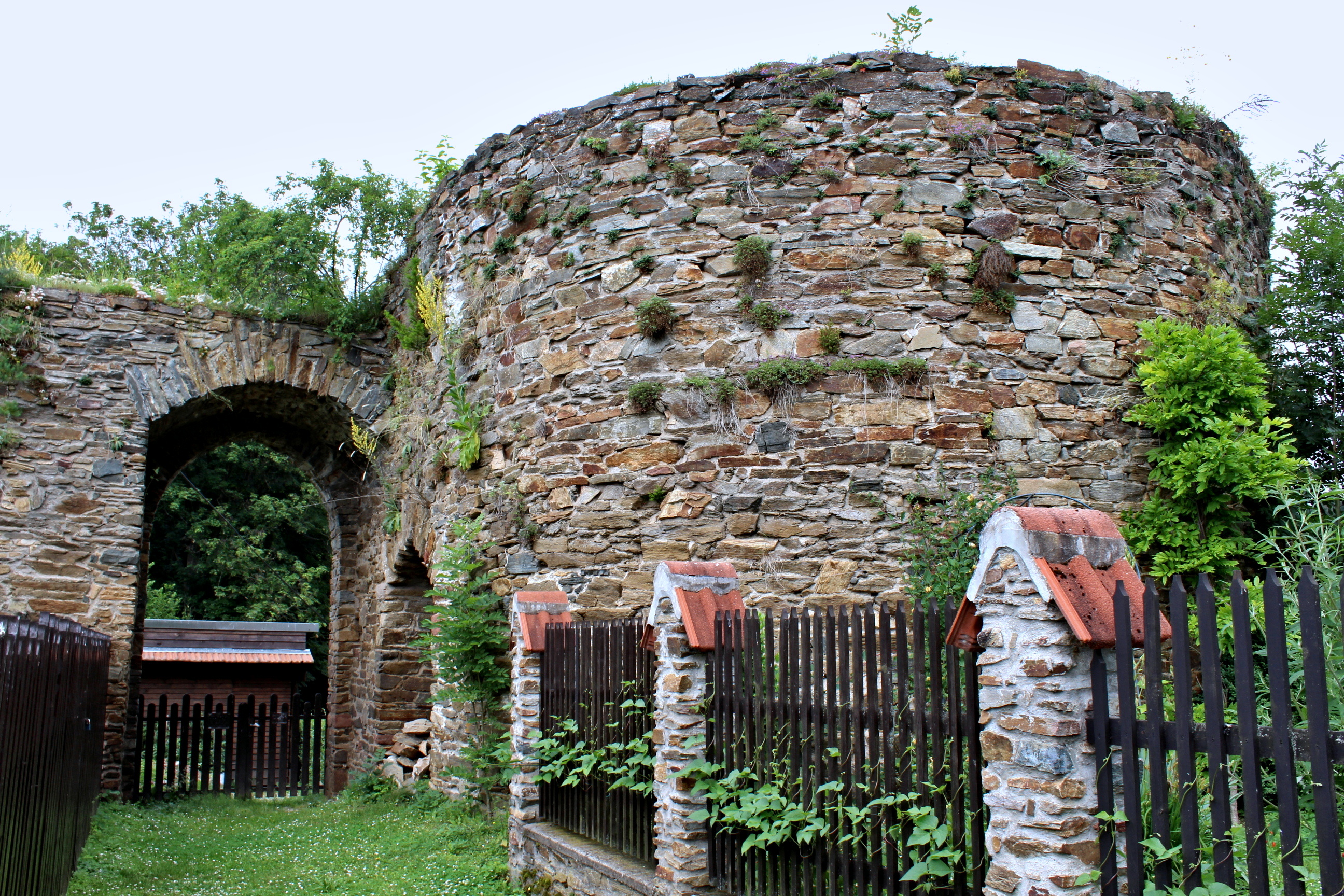
Руїни замку
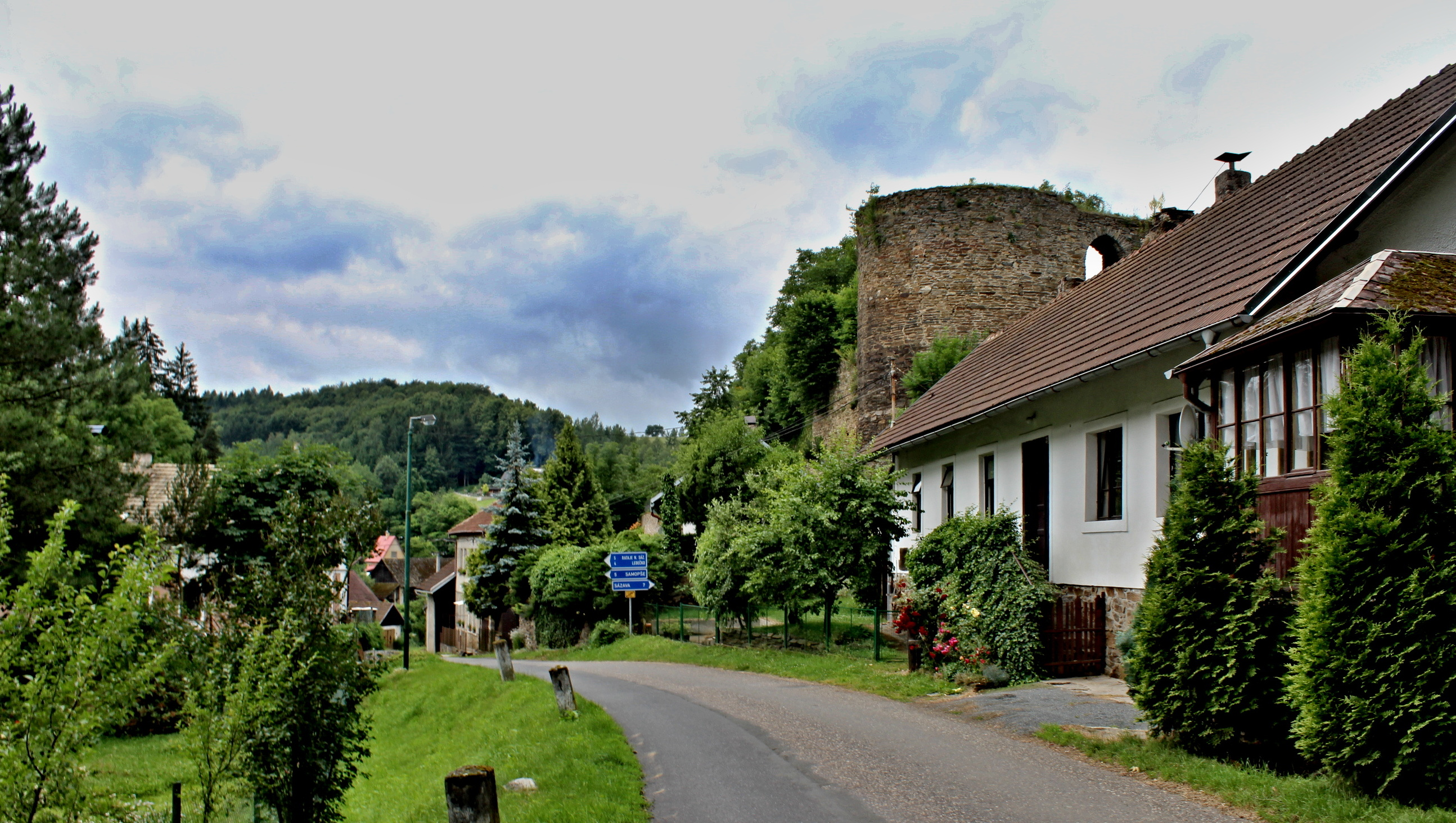
Під замком
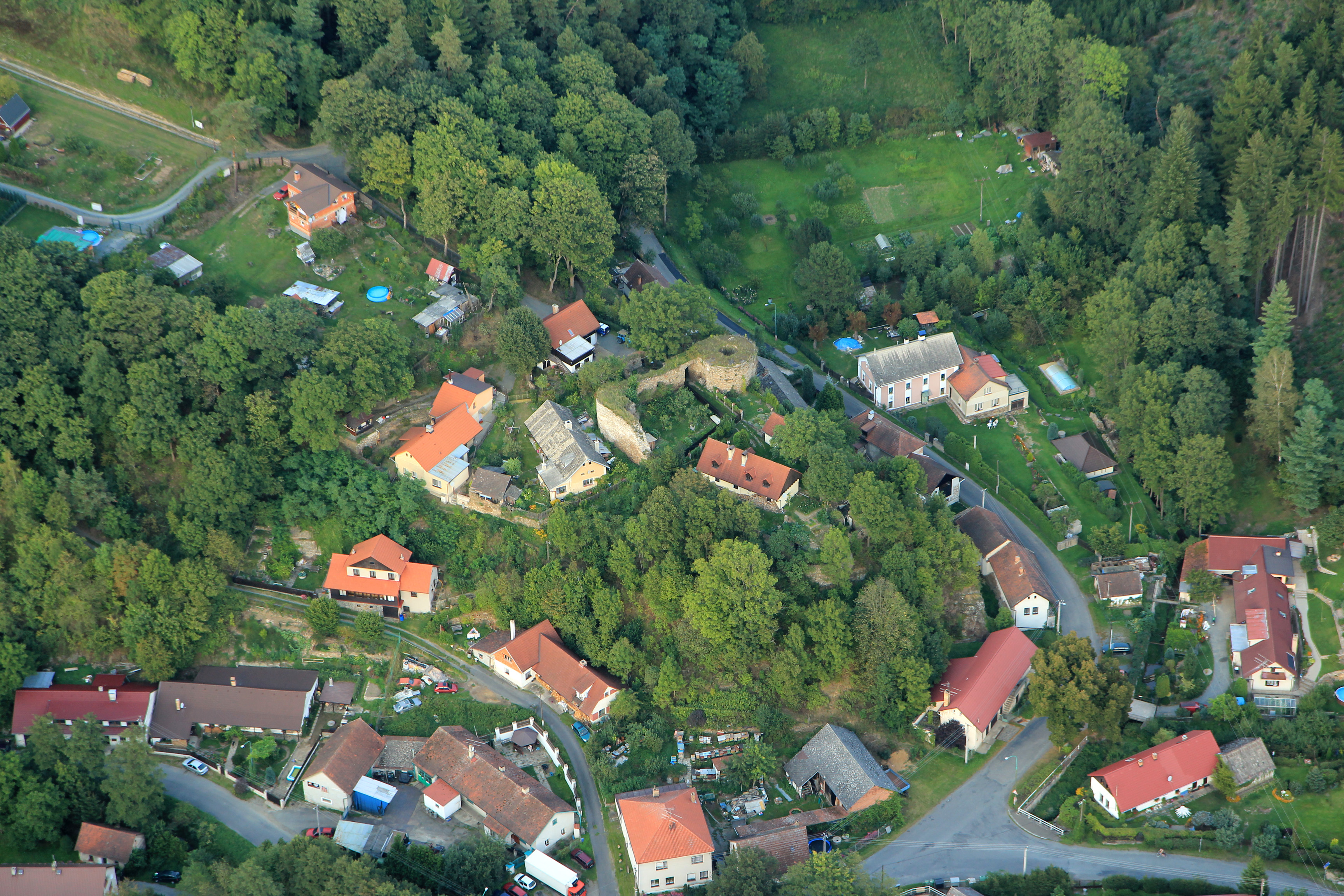
Замок і село
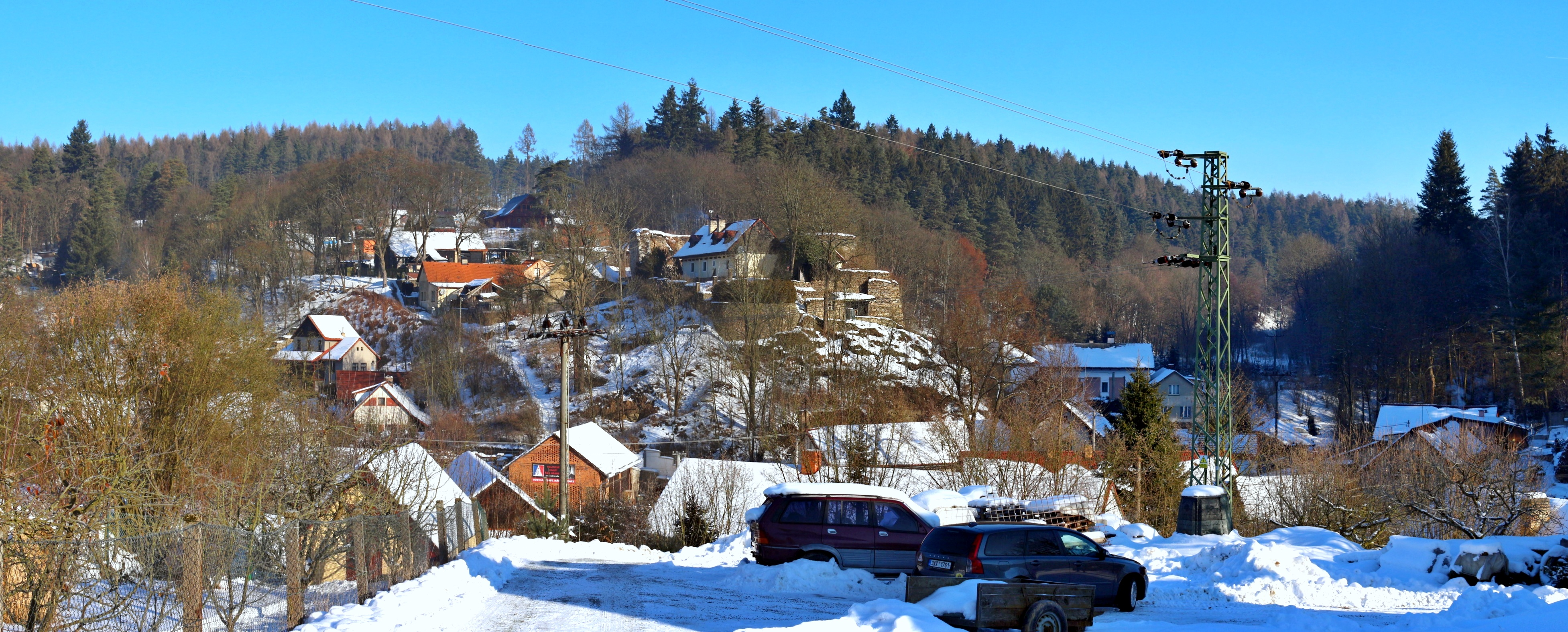
Взимку

## У культурі

### Відео-ігри
- 2018: Kingdom Come: Deliverance

### Монографії
- Historický lexikon obcí České republiky 1869—2005. Díl 1. Praha: Český statistický úřad, 2006, s. 118.
- Rubeš, Marek. Hrad Talmberk. 1. vyd. Plzeň: Ing. Petr Mikota, 2019 (Zapomenuté hrady, tvrze a místa; sv. 49).

### Довідники
- Talmberk // Profous, Antonín; Svoboda, Jan. Místní jména v Čechách. Jejich vznik, původní význam a změny. Praha: Nakladatelství Československé akademie věd, 1957, Svazek IV. S–Ž, s. 312—313.
- Talmberk hrad // Sedláček, August. Hrady, zámky a tvrze Království českého. Praha: František Šimáček, 1900, Svazek XII. Čáslavsko, s. 60.
- Talmberk // Šimek, Tomáš. Hrady, zámky a tvrze v Čechách, na Moravě a ve Slezsku. Praha: Nakladatelství Svoboda, 1985, Svazek VI. Východní Čechy, s. 490.
- Talmberk // Durdík, Tomáš; Sušický, Viktor. Zříceniny hradů, tvrzí a zámků. Svazek Střední Čechy. Praha: Agentura Pankrác, 2000, s. 125—127.